# Locução
Locução é o processo de narrar situações ou ler interpretando um texto que acompanha um produto de comunicação audiovisual ou de rádio. Sempre atento ao que a empresa esteja necessitando e dando vida aos fatos narrados através da voz.
Quando estão à frente de um programa de conteúdo jornalístico ou documental em rádio ou televisão, os locutores também podem ser confundidos com os âncoras — embora estas duas funções sejam distintas.
Além do jornalismo, locutores costumam ser empregados ainda em peças publicitárias, chamadas promocionais, institucionais, carros de som, em mensagens de espera telefônica e atendimento eletrônico. Podem também ser comentaristas de rádio e televisão, em diversas transmissões ao vivo (esportes, espetáculos, carnaval e  etc).
Segundo o Cadastro Brasileiro de Ocupações organizado pelo Ministério do Trabalho e Emprego do Brasil, esta é a descrição sumária da atividade dos locutores profissionais:

"Apresentam programas de rádio e televisão, ancorando programas, nos quais interpretam o conteúdo da apresentação, noticiam fatos, leem textos no ar, redigem a notícia, narram eventos esportivos e culturais, tecem comentários sobre os mesmos e fazem a locução de anúncios publicitários; entrevistam pessoas; anunciam programação; preparam conteúdo para apresentação, pautando o texto, checando as informações, adaptando-se aos padrões da emissora e do público–alvo; atuam em rádio, televisão e eventos, bem como em mídias alternativas como cinema e internet."

## Locução para rádio

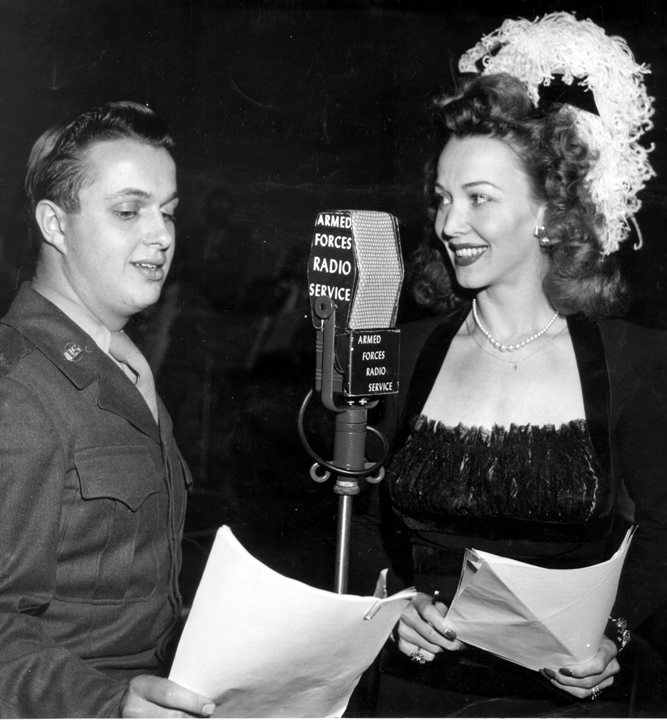
Locução radiofônica nos anos 1950

Em rádio, a locução é um elemento essencial e imprescindível, por transmitir as informações verbais (que são maioria na programação de notícias) e, desta forma, determinar a forma geral do conteúdo radiofônico.
Até os anos 1970, era comum os locutores de rádio usarem a empostação de voz como técnica (preferindo tons graves a agudos, um ritmo de leitura lento e marcado por pausas longas e dicção acentuada em determinados fonemas, como R trilado). A partir dessa década, no entanto, uma nova estética de locução predominou, privilegiando um estilo mais "íntimo" e próximo da conversação informal, e tons de voz mais próximos do natural.
Atualmente a locução em rádio segue os diversos estilos e formatos radiofônicos, onde cada formato tem suas próprias variações de ritmo, modulação vocal e interpretação.

## Locução para televisão
Muitos dos profissionais que passaram a trabalhar com locução para TV, nas primeiras décadas desta mídia, iniciaram suas carreiras originalmente no rádio.
A lembrar que, mesmo deixando a empostação de lado, o locutor tem que ter mente que não esta falando para a pessoa ao lado e por isso deve cuidar mais da dicção, pausas e continuidade da frase para que o ouvinte possa organizar logicamente a informação.

## Locução para telefonia
As locuções para espera telefônica e atendimento eletrônico, emitidas por URAs, são um recurso amplamente utilizado pelas organizações, para a comunicação com clientes e fornecedores.

## Narração esportiva
Uma das funções mais representativas da locução em mídia é a narração esportiva, principalmente em jogos coletivos como futebol, vôlei e basquete, bem como corrida de cavalos. No Brasil, Luciano do Valle é o mais conhecido profissional desta área.[carece de fontes?] A narração na TV é mais lenta, pois o telespectador está vendo o jogo. No rádio, geralmente o ouvinte não está vendo o jogo, e por isso a narração é rápida, com mais emoção.

## Artigos relacionados
- Rádio
- Televisão
- Jornalismo
- Comunicação
- Som
- Voz
- Fonoaudiologia